# Корнеев, Георгий Александрович
Корнеев Георгий Александрович (род. 23 февраля 1981, Санкт-Петербург) — программист, вице-чемпион России по программированию 2000 года, кандидат технических наук. Лауреат премии правительства РФ в области образования (2008). Лауреат премии правительства СПб в области образования (2009).  

## Биография

### Образование
Окончил Мурманский политехнический лицей. В 1998 поступил, а в 2004 с отличием окончил кафедру «Компьютерные технологии» Университета ИТМО. Магистр прикладной математики. Канд. техн. наук (2006). Доцент кафедры «Компьютерные технологии» (2007). Стипендиат президента РФ (2002/2003 и 2003/2004).
В настоящее время преподает на кафедре КТ университета ИТМО. Ведет серию курсов: "Введение в программирование", "Парадигмы программирования", "Технологии Java", "Базы данных".
Создатель сайта: https://www.kgeorgiy.info/

### Участие в соревнованиях и в организации
- 2000: Вице-чемпион России по программированию в составе команды Университета ИТМО.[1]
- В составе команды Университета ИТМО завоевал четвертое (2000) и третье (2001) места в финале командного чемпионата мира по программированию.
- С 2000 входит в оргкомитет Всероссийской олимпиады школьников по информатике (член научного комитета, жюри, центральной предметно-методической комиссии).
- Председатель жюри (с 2001) и директор (с 2005) четвертьфинальных соревнований Северного подрегиона Северо-Восточного европейского региона командного чемпионата мира по программированию.
- Член жюри (с 2001) и заместитель директора (с 2007) региональных соревнований.

### Награды и премии
- Лауреат премии правительства РФ в области образования (2008) [2].
- Лауреат премии правительства СПб в области образования (2009).
- Ответственный исполнитель проекта «Подготовка и переподготовка профильных специалистов на базе центров образования и разработок в сфере информационных технологий» Комиссии при Президенте Российской Федерации по модернизации и технологическому развитию экономики России.
- Им опубликованы 9 статьей [3]. в журналах и трудах российских и международных конференций